# Bahía de La Habana

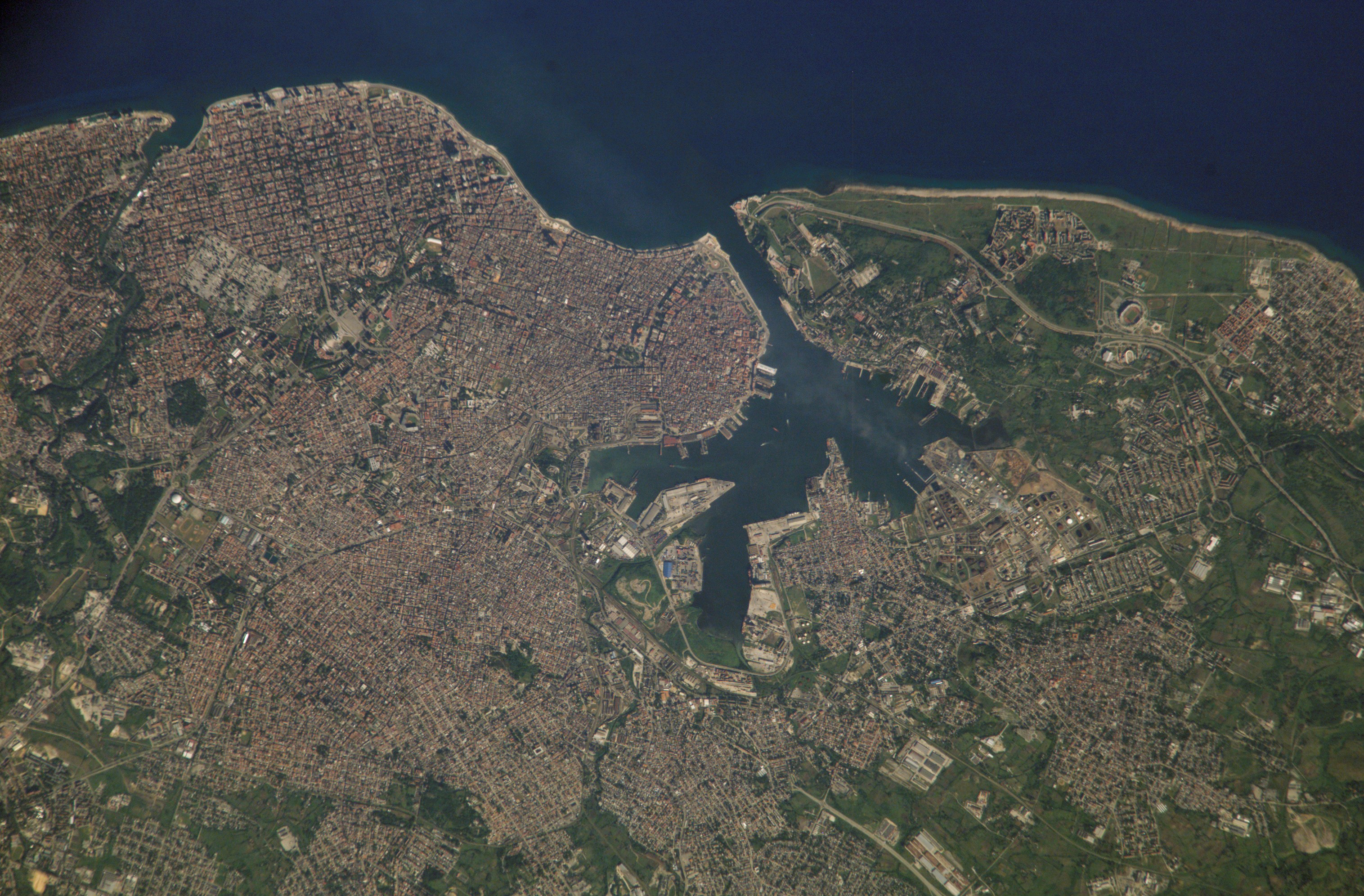
Vista satelital de la Bahía

La Bahía de la Habana es considerada como una de las bahías más seguras del Caribe y de América. Tiene forma de bolsa, con un canal de entrada estrecho y profundo. Posee una ubicación estratégica tanto geográfica como económica debido a su confluencia con el Estrecho de la Florida, el Golfo de México y el canal viejo de Bahamas. La Bahía de La Habana tiene 5,2 kilómetros cuadrados, un perímetro de 18 kilómetros y un volumen de agua de 47 millones de metros cúbicos y una profundidad de nueve metros. Es navegable solo en 120 metros; tiene el 87 por ciento del territorio ocupado, y el 63 por ciento de sector productivo cuenta con 71 atraques y 50 muelles. Por otra parte, desde hace más de 30 años el calado de los buques oscila entre los nueve y los 11 metros.
En la bahía se asienta el Puerto de La Habana, el cual es el principal puerto de Cuba.
La bahía es considerada una de las más contaminadas del mundo, debido a que a ella van a parar gran cantidad de desechos de la ciudad. En la actualidad se llevan a cabo varios proyectos de recuperación ambiental para la bahía de La Habana, que incluyen recogida de desechos sólidos, dragado, la construcción de una planta de tratamiento de residuales en el río Luyanó y el uso de bacterias especializadas en la descomposición del petróleo, uno de los más importantes contaminantes.

## Historia

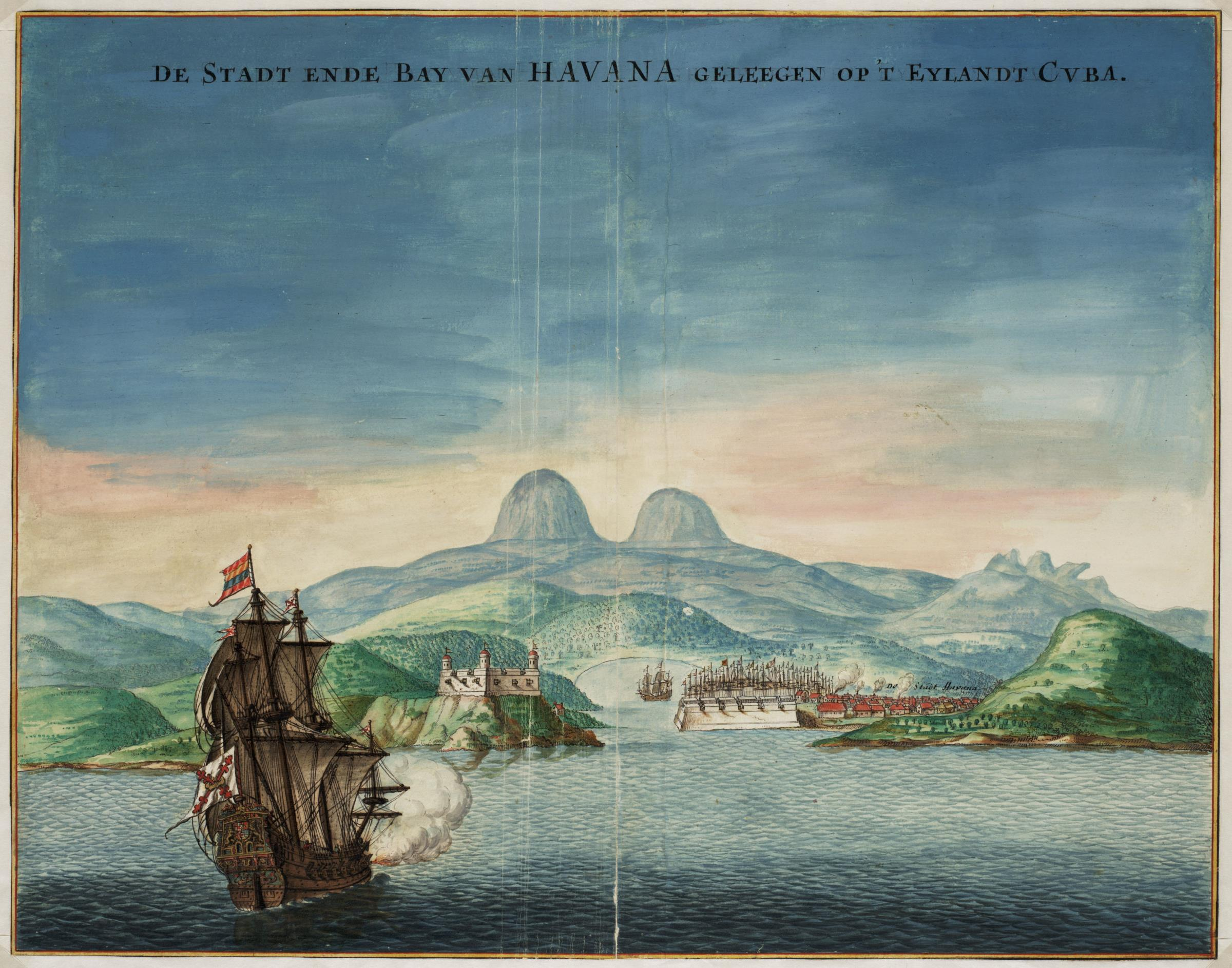
Óleo del puerto de La Habana (1665).

Desde la fundación del puerto en 1519, la vida económica, política y social de la entonces Villa de San Cristóbal de La Habana estuvo indisolublemente unida al puerto y a la Bahía.
Los constantes ataques de corsarios y piratas durante los primeros años del siglo XVI, así como los constantes asedios expansionistas de Francia, Inglaterra y Holanda, obligaron a la Corona española a establecer un sistema defensivo para proteger la ubicación de la bahía y su puerto. Surgen entonces importantes fortificaciones como el Castillo de la Chorrera, ubicado en la desembocadura del río Almendares; el Castillo de la Punta (1590), el Castillo del Morro (1589-1630), el Castillo de la Real Fuerza y la Fortaleza de San Carlos de La Cabaña (1763-1774), construida tras el ataque y toma de La Habana por tropas inglesas en agosto de 1762. A este sistema de fortificaciones se uniría la construcción entre 1674 y 1797 de la Muralla de La Habana, la cual dividió a la ciudad en dos zonas. 
Fue a partir de 1561, con la decisión de concentrar la Flota de las Indias en el Puerto de La Habana antes de su viaje a España, que la ciudad comenzó un floreciente desarrollo y con ello el establecimiento de los primeros núcleos residenciales y edificios públicos a lo largo del litoral del puerto.  Para entonces, el puerto estaba formado por rústicos atracaderos de madera y los cobertizos contiguos en tierra, los más importantes de ellos en las zonas contiguas a la Plaza de Armas y la Plaza de San Francisco. Allí la profundidad de la bahía era de 16 a 18 brazas, por lo que los buques podían atracar a lo largo del litoral, directamente a la costa, empleando añadiduras o salientes de tablas sobre horcones.
De conjunto con el creciente desarrollo de la Villa de La Habana (designada ciudad por Felipe II en diciembre de 1592), en la vertiente opuesta de la bahía surgen otras villas como la de la Asunción de Guanabacoa (1554) y el Santuario de Nuestra Señora de Regla en 1690, el cual daría origen al poblado posteriormente establecido allí bajo el mismo nombre. 
En sentido general, la distribución del puerto era la siguiente: Desde el Castillo de La Fuerza hasta la plaza de San Francisco se encontraban los muelles principales, que prestaban servicio a los barcos provenientes o con destino a ultramar. Desde el Muelle de Luz hasta el Baluarte de San Isidro, los que aseguraban el tráfico de pasajeros y mercancías por el interior de la bahía y a partir de allí el Muelle del Arsenal, destinado a la construcción y reparación de navíos.
Entre 1790 y 1850, unida al cada vez creciente florecimiento de la ciudad, los muelles fueron ampliados alcanzando una extensión ininterrumpida -a lo largo del litoral interior de la bahía- de 1 453 metros y un ancho que oscilaba de 12 a 21 metros. Unido a ello, la vida de la ciudad y del litoral del puerto se iría transformando, construyéndose, para el disfrute de la población, varios espacios públicos como la Alameda de Paula (1772). 

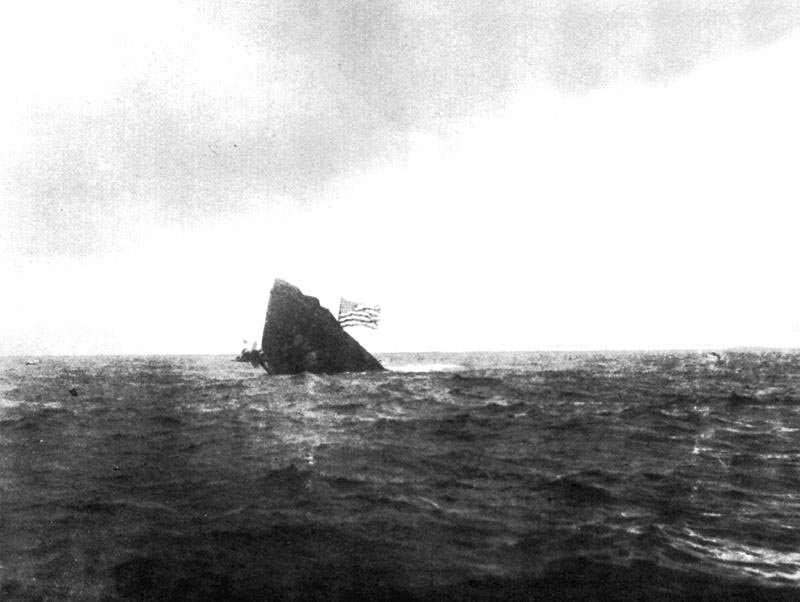
USS Maine hundiéndose tras ser reflotado y remolcado desde el Puerto de La Habana

A finales del siglo XIX los principales espacios públicos y con ello la vida social de La Habana se desplazó hacia las zonas del extramuro, decayendo no solo la imagen social del litoral del puerto sino también la conservación del mismo. 
El 15 de febrero de 1898, el acorazado estadounidense Maine explotó en el Puerto de La Habana, hecho que significó el inicio de la guerra hispano-cubana-norteamericana, la cual traería consigo el fin del dominio colonial español sobre Cuba. Durante la intervención norteamericana (1898-1902) la infraestructura portuaria y la red vial fueron reformadas con vistas a presentar una nueva imagen de progreso, la cual vino con el establecimiento de zonas de ocio y diversión. Se acometieron además las obras de extensión del Malecón hasta la calle Lealtad (en la actual zona del municipio Centro Habana), así como la sustitución de los viejos muelles de madera por nuevos espigones de concreto y hierro así como dragado de algunos puntos de la bahía con vistas a aumentar su calado. 
A lo largo de la primera mitad siglo XX, la bahía y el puerto de La Habana fueron escenario de las primeras luchas del movimiento obrero en la ciudad, en especial el vinculado al sector portuario.